# Atyphella aphrogeneia
Atyphella aphrogeneia is een keversoort uit de familie glimwormen (Lampyridae). De wetenschappelijke naam van de soort werd voor het eerst geldig gepubliceerd in 1979 door Ballantyne als Luciola aphrogeneia.